# Stazione di Châtelet-Les Halles
La stazione di Châtelet-Les Halles è una stazione ferroviaria sotterranea posta nel pieno centro della città di Parigi. Costituisce il nodo più importante della RER, la rete ferroviaria suburbana che collega Parigi alle sue banlieue.

## Movimento
La stazione è servita dalle linee A, B e D della rete ferroviaria suburbana RER.

## Interscambi
- Fermata metropolitana (Châtelet, linee 1, 4, 7, 11 e 14)[2]
- Fermata metropolitana (Les Halles, linea 4)[2]